# Maylandia glaucos
Maylandia glaucos är en fiskart som först beskrevs av Ciccotto, Konings och Stauffer 2011.  Maylandia glaucos ingår i släktet Maylandia och familjen Cichlidae. Inga underarter finns listade i Catalogue of Life.